# A través de Flandes Occidental
La A través de Flandes Occidental (oficialmente y en flamenco: Dwars door West-Vlaanderen) es una carrera ciclista profesional de un día belga que se disputa en la provincia de Flandes Occidental, durante el mes de marzo.
Esta competición fue creada en 1945 bajo el nombre de Circuito de las Ardenas Flamencas - Ichtegem (Omloop der Vlaamse Ardennen - Ichtegem). Después se pasó a llamar Dos días de Éperons d'or (Guldensporentweedaagse) de 1999 a 2002. Desde 1999, el Circuito de las Ardenas Flamencas constituye la última etapa de la prueba.
En 1999 la prueba era de categoría 2.4, ascendiendo a la 2.3 en el 2002. Desde la creación de los Circuitos Continentales UCI en 2005 la prueba forma parte del UCI Europe Tour, siendo de categoría 2.1. En 2017, la prueba pasó a ser de categoría 1.1.
La competición se disputaba en la modalidad de vuelta por etapas, repartidas en tres jornadas. Actualmente es una carrera de un solo día.
Suelen participar algunos equipos de categoría UCI ProTour, que utilizan la prueba como preparación de cara a las grandes clásicas de pavés: la Gante-Wevelgem (con la que comparte la ascensión a Kemmel) y especialmente los monumentos Tour de Flandes y París-Roubaix.

## Palmarés

### Tres Días de Flandes Occidental
| Año                                                   | Ganador                  | Segundo                  | Tercero               |
| ----------------------------------------------------- | ------------------------ | ------------------------ | --------------------- |
| Circuito de las Ardenas Flamencas-Ichtegem            |                          |                          |                       |
| 1945                                                  | Marcel Kint              | Prosper Depredomme       | Maurice Desimpelaere  |
| 1946                                                  | Joseph Somers            | Albert Decin             | Achille Buysse        |
| 1947                                                  | Michel Remue             | Albert Anutchin          | André Maelbrancke     |
| 1948                                                  | Raymond Impanis          | Stan Ockers              | François De Donder    |
| 1949                                                  | Norbert Callens          | René Janssens            | André Maelbrancke     |
| 1950                                                  | Arsène Rijckaert         | Marcel Dierkens          | Gilbert Caupain       |
| 1951                                                  | Valère Ollivier          | Joseph Van Staeyen       | Lucien Mathys         |
| 1952                                                  | Henri Van Kerckhove      | Karel De Baere           | Gérard Buyl           |
| 1953                                                  | Marcel Dierkens          | Roger Decock             | André Maelbrancke     |
| 1954                                                  | Maurice Blomme           | Arthur Mommerency        | Hilaire Couvreur      |
| 1955                                                  | René Mertens             | Camilius Demunster       | Lucien Mathys         |
| 1956                                                  | Frans Van Looveren       | Arthur Mommerency        | Willy Truye           |
| 1957                                                  | Noël Foré                | André Messelis           | Lucien Mathys         |
| 1958                                                  | Cyriel Van Bossel        | Gabriel Borra            | Willy Truye           |
| 1959                                                  | Daniel Denys             | Arthur Decabooter        | Richard Durlacher     |
| 1960                                                  | Florent Van Pollaert     | Bas Maliepaard           | Kamiel Lamote         |
| 1961                                                  | Gabriel Borra            | Kamiel Buysse            | Lucien Demunster      |
| 1962                                                  | Gustaaf Van Vaerenbergh  | Piet Rentmeester         | Georges Decraeye      |
| 1963                                                  | Gustaaf De Smet          | Armand Desmet            | René Van Meenen       |
| 1964                                                  | Julien Gaelens           | Gilbert Maes             | René Van Meenen       |
| 1965                                                  | Bernard Van de Kerckhove | André Messelis           | Benoni Beheyt         |
| 1966                                                  | Noël Van Clooster        | Guido Reybrouck          | Norbert Kerckhove     |
| 1967                                                  | Gustaaf De Smet          | Théo Mertens             | André Planckaert      |
| 1968                                                  | Willy Van Neste          | Roger Rosiers            | Romain De Loof        |
| 1969                                                  | Eric De Vlaeminck        | Wim Dubois               | Joseph Mathy          |
| 1970 edición anulada debido a la acumulación de nieve |                          |                          |                       |
| 1971                                                  | Eric Leman               | Andre Dierickx           | Roger Rosiers         |
| 1972                                                  | Tino Tabak               | Aimé Delaere             | Noël Vantyghem        |
| 1973                                                  | Frans Verbeeck           | Freddy Maertens          | Jean-Pierre Berckmans |
| 1974                                                  | Patrick Sercu            | Walter Planckaert        | Raymond Steegmans     |
| 1975                                                  | Patrick Sercu            | Frans Verbeeck           | Rik Van Linden        |
| 1976                                                  | Christian De Buysschere  | Marcel Van der Slagmolen | Carlos Cuyle          |
| 1977                                                  | Herman Beysens           | Walter Naegels           | Eric De Vlaeminck     |
| 1978                                                  | Léo Van Thielen          | Rudy Pevenage            | Alfons Van Katwijk    |
| 1979                                                  | Piet van Katwijk         | Eddy Vanhaerens          | Hans-Peter Jakst      |
| 1980                                                  | Johan Wellens            | Daniel Gisiger           | Ronny Van De Vijver   |
| 1981                                                  | Ferdi van den Haute      | Jan Bogaert              | Bert Oosterbosch      |
| 1982                                                  | Dirk Heirweg             | Alain De Roo             | Marc Madiot           |
| 1983                                                  | Ludo Peeters             | Johan van der Velde      | Jos Schipper          |
| 1984                                                  | William Tackaert         | Alain De Roo             | Dirk Durant           |
| 1985                                                  | Hans Daams               | Erik Stevens             | Herman Frison         |
| 1986                                                  | Jozef Lieckens           | Frank Verleyen           | Carlo Bomans          |
| 1987                                                  | Franky Van Oyen          | Hendrik Redant           | Patrick Onnockx       |
| 1988                                                  | Michel Cornelisse        | Rob Kleinsman            | Frank Pirard          |
| 1989                                                  | Luc Colijn               | Dean Woods               | Ronny Vlassaks        |
| 1990                                                  | Dirk Demol               | Peter Pieters            | Patrick Deneut        |
| 1991                                                  | Hendrik Redant           | Edwig van Hooydonck      | Frank van den Abeele  |
| 1992                                                  | Nico Verhoeven           | Edwig van Hooydonck      | Jans Koerts           |
| 1993                                                  | Niko Eeckhout            | Michel Cornelisse        | Hans De Meester       |
| 1994                                                  | Bo Hamburger             | Léon van Bon             | Philip De Baets       |
| 1995                                                  | Johan Museeuw            | Frank Høj                | Robbie Vandaele       |
| 1996                                                  | Wilfried Peeters         | Johan Museeuw            | Hendrik Redant        |
| 1997                                                  | Léon van Bon             | Erik Dekker              | Tom Desmet            |
| 1998                                                  | Jesper Skibby            | Lars Michaelsen          | Hans De Meester       |
| Dos días de Éperons d'or                              |                          |                          |                       |
| 1999                                                  | Wilfried Peeters         | Michael Steen Nielsen    | Steven de Jongh       |
| 2000                                                  | Servais Knaven           | Lars Michaelsen          | Jacob Moe Rasmussen   |
| 2001                                                  | Erik Dekker              | Michael Boogerd          | Steven de Jongh       |
| 2002                                                  | Erik Dekker              | Steven Van Malderghem    | Olaf Pollack          |
| Tres Días de Flandes Occidental                       |                          |                          |                       |
| 2003                                                  | Jaan Kirsipuu            | Jimmy Casper             | Lauri Aus             |
| 2004                                                  | Robert Bartko            | Jaan Kirsipuu            | Kurt Asle Arvesen     |
| 2005 edición no realizada                             |                          |                          |                       |
| 2006                                                  | Niko Eeckhout            | Robbie McEwen            | Matti Breschel        |
| 2007                                                  | Jimmy Casper             | Wouter Weylandt          | Stefan van Dijk       |
| 2008                                                  | Bobbie Traksel           | Niko Eeckhout            | Serguéi Ivanov        |
| 2009                                                  | Johnny Hoogerland        | Kevyn Ista               | Jens Mouris           |
| 2010                                                  | Jens Keukeleire          | Kris Boeckmans           | Bobbie Traksel        |
| 2011                                                  | Jesse Sergent            | Sébastien Rosseler       | Michał Kwiatkowski    |
| 2012                                                  | Julien Vermote           | Jesse Sergent            | Mijaíl Ignátiev       |
| 2013                                                  | Kristof Vandewalle       | Tobias Ludvigsson        | Niki Terpstra         |
| 2014                                                  | Gert Jõeäär              | Guillaume Van Keirsbulck | Johan Le Bon          |
| 2015                                                  | Yves Lampaert            | Antón Vorobiov           | Jesse Sergent         |
| 2016                                                  | Sean De Bie              | Łukasz Wiśniowski        | Nils Politt           |

### A través de Flandes Occidental
| Año  | Ganador       | Segundo          | Tercero           |
| ---- | ------------- | ---------------- | ----------------- |
| 2017 | Jos van Emden | Silvan Dillier   | Lasse Norman Leth |
| 2018 | Rémi Cavagna  | Florian Sénéchal | Frederik Frison   |

## Palmarés por países
| País          | Victorias |
| ------------- | --------- |
| Bélgica       | 51        |
| Países Bajos  | 12        |
| Dinamarca     | 2         |
| Estonia       | 2         |
| Francia       | 2         |
| Luxemburgo    | 1         |
| Alemania      | 1         |
| Nueva Zelanda | 1         |